# Historischer Verein für Stadt und Stift Essen
Der Historische Verein für Stadt und Stift Essen e. V. ist ein Geschichtsverein, der sich mit der Geschichte der Stadt Essen und des Stifts Essen befasst. Sein Sitz ist im Gebäude der ehemaligen Luisenschule, in dem sich auch das Haus der Essener Geschichte / Stadtarchiv befindet.

## Geschichte
Der Apotheker Wilhelm Grevel veröffentlichte am 21. Oktober 1880 in der Essener Zeitung einen Aufruf zur Gründung eines Historischen Vereins. Diesem Aufruf folgten weitere 22 Herren. Zu den Vorstandsmitgliedern gehörte 1892–1920 auch der bedeutende Geschichtsforscher Franz Arens (1849–1920), der sich speziell mit dem Essener Münster beschäftigte. Der Essener Verein zählt zu den ältesten Geschichtsvereinen in Deutschland. Heute hat der Verein 479 Mitglieder (Stand: 1. Januar 2014). 1. Vorsitzender ist Andreas Bomheuer, 2. Vorsitzende ist Dr. Claudia Kauertz. Ehrenvorsitzender ist Hans Schippmann.
Die Sammlungen des Vereins bilden eine der Grundlagen für die heimatkundlichen Bestände des Ruhr Museums, der Stadtbibliothek und des Stadtarchivs von Essen. Er gibt die Reihe Essener Beiträge – Beiträge zur Geschichte von Stadt und Stift Essen heraus, die mittlerweile 134 Bände umfasst (Stand 2021). Das Register zu den ersten 25 Bänden verfasste 1912 der Kanonist und Kirchenrechtshistoriker Franz Gescher. Die komplette Sammlung steht in der Essener Stadtbibliothek zur Verfügung. Der Verein ist Mitglied der Arbeitsgemeinschaft Essener Geschichtsinitiativen und im Rheinischen Verein für Denkmalpflege und Landschaftsschutz e.V..
Der Verein bietet zudem regelmäßig Exkursionen, Führungen und Vorträge an. Er unterstützt das Projekt Stolpersteine – welches an die Vertreibung und Vernichtung der Juden, Zigeuner, politisch Verfolgten, der Homosexuellen, Zeugen Jehovas und Euthanasieopfer im Nationalsozialismus erinnert.
Am 22. Oktober 2005 feierte der Historische Verein für Stadt und Stift Essen mit einem Festakt sein 125-jähriges Bestehen. Im Rahmen des Jubiläumsprogrammes wurde der vom Historischen Verein betreute Denkmalpfad eingeweiht.